# Matti Sällberg
Matti Sällberg, född 31 mars 1961, är en svensk tandläkare , professor och biomedicinsk analytiker vid institutionen för laboratoriemedicin på Karolinska institutet. Sällberg blev den första professorn i Sverige i biomedicinsk analys i december 2000. Han leder ett forskarteam vid Karolinska institutet för forskning kring ett covid-19-vaccin i projektet "OpenCorona". I september 2020 gavs namnet OC-007 på vaccinet som är under utveckling.
Sällberg är delägare i företaget Svenska Vaccinfabriken Produktion AB.